# Litva na Letních olympijských hrách 2016
Litva se účastnila Letní olympiády 2016.

## Medailisté
| Medaile | Jméno                                | Sport      | Soutěž             |
| ------- | ------------------------------------ | ---------- | ------------------ |
| Stříbro | Mindaugas Griškonis Saulius Ritter   | Veslování  | Muži dvojskif      |
| Bronz   | Milda Valčiukaitė Donata Vištartaitė | Veslování  | Ženy dvojskif      |
| Bronz   | Aurimas Didžbalis                    | Vzpírání   | Muži 94 kg         |
| Bronz   | Aurimas Lankas Edvinas Ramanauskas   | Kanoistika | Muži K-2 200 metrů |